# US Open 2013 (tennis)
De 133e editie van de US Open werd gespeeld van 26 augustus tot en met 9 september 2013. Voor de vrouwen was dit de 127e editie van het Amerikaanse hardcourt-tennistoernooi. Het toernooi werd gespeeld in het USTA Billie Jean King National Tennis Center in de Amerikaanse stad New York.

## Toernooisamenvatting
Bij het mannenenkelspel was de Brit Andy Murray de titelverdediger. In de kwartfinale werd hij uitgeschakeld door de Zwitser Stanislas Wawrinka. Ook kanshebber David Ferrer uit Spanje had de kwartfinale als eindstation doordat Fransman Richard Gasquet hem in een vijfsetter de baas was. De nummers een en twee van de plaatsingslijst bereikten de finale, waarin de Serviër Novak Đoković zijn meerdere moest erkennen in de als tweede geplaatste Spanjaard Rafael Nadal.
De Amerikaanse Serena Williams was titelverdedigster bij het vrouwenenkelspel. Zij wist haar titel te prolongeren door eerst de Chinese Li Na te verslaan, en in de eindstrijd af te rekenen met haar meest rechtstreekse concurrente, de als tweede geplaatste Wit-Russin Viktoryja Azarenka.
Het mannendubbelspel werd in 2012 gewonnen door de Amerikaanse broers Bob en Mike Bryan. De Bryans bereikten deze editie weliswaar de halve finale, maar daarin werden ze uitgeschakeld door de latere winnaars Leander Paes (India) en Radek Štěpánek (Tsjechië) die in de finale het als tweede geplaatste koppel Alexander Peya (Oostenrijk) en Bruno Soares (Brazilië) onschadelijk maakten.
Bij de vrouwen was het Italiaanse koppel Sara Errani en Roberta Vinci de titelverdediger. Zij bereikten de kwartfinale, waarin ze de duimen moesten leggen tegen de ongeplaatste zussen Williams die de finale echter niet wisten te halen. In de eindstrijd zegevierde het Tsjechische duo Andrea Hlaváčková en Lucie Hradecká over hun Australische tegenstanders Ashleigh Barty en Casey Dellacqua.
Titelhouders in het gemengd dubbelspel waren Jekaterina Makarova (Rusland) en Bruno Soares (Brazilië). Makarova was haar titel niet komen verdedigen. Soares speelde samen met de Spaanse Anabel Medina Garrigues met wie hij de halve finale bereikte. De titel ging naar Andrea Hlaváčková (Tsjechië) en Maks Mirni (Wit-Rusland) die in de finale in twee sets wisten te winnen van Abigail Spears (VS) en Mexicaan Santiago González.

## Toernooikalender
Anders dan bij eerdere edities eindigden de US Open 2013 met de herenenkelspelfinale op maandag in plaats van op zondag. De halve finales in het enkelspel werden echter niet verschoven. Dit zorgde voor een dag extra rust die de tennissers en tennissters kregen tussen de halve finale en finale, maar resulteerde ook in het vervallen van "super saturday" (superzaterdag) omdat niet langer op de laatste zaterdag van het toernooi zowel de halve finales in het herenenkelspel als de finale van damesenkelspel werden gespeeld. Dit besloot de United States Tennis Association naar aanleiding van het feit dat de finales de laatste vijf jaar al naar de maandag werden verschoven in verband met regenval. De verschuiving zal voorlopig alleen voor de editie van 2013 gelden, meldde de USTA.
|                    | augustus 2013 | augustus 2013 | augustus 2013 | augustus 2013 | augustus 2013 | augustus 2013 | september 2013 | september 2013 | september 2013 | september 2013 | september 2013 | september 2013 | september 2013 | september 2013 | september 2013 |
| ma 26              | di 27         | wo 28         | do 29         | vr 30         | za 31         | zo 1          | ma 2           | di 3           | wo 4           | do 5           | vr 6           | za 7           | zo 8           | ma 9           |                |
| ------------------ | ------------- | ------------- | ------------- | ------------- | ------------- | ------------- | -------------- | -------------- | -------------- | -------------- | -------------- | -------------- | -------------- | -------------- | -------------- |
| damesenkelspel     | 1R            | 1R            | 2R            | 2R            | 3R            | 3R            | 4R             | 4R             | 4R KF          | KF             |                | HF             |                | F              |                |
| herenenkelspel     | 1R            | 1R            | 1R            | 2R            | 2R            | 3R            | 3R             | 4R             | 4R             | KF             | KF             |                | HF             |                | F              |
| damesdubbelspel    |               |               | 1R            | 1R            | 1R 2R         | 2R            | 2R 3R          | 3R             | 3R             | 3R KF          | KF HF          | HF             | F              |                |                |
| herendubbelspel    |               | 1R            | 1R            | 1R            | 1R 2R         | 2R            | 3R             | 3R KF          | KF             | KF             | HF             |                |                | F              |                |
| gemengd dubbelspel |               |               | 1R            |               | 1R            | 1R 2R         | 2R             |                | KF             | HF             |                | F              |                |                |                |

## Belangrijkste uitslagen
Mannenenkelspel

Finale: Rafael Nadal (Spanje) won van Novak Đoković (Servië) met 6–2, 3–6, 6–4, 6–1
Vrouwenenkelspel

Finale: Serena Williams (VS) won van Viktoryja Azarenka (Wit-Rusland) met 7–5, 66–7, 6–1
Mannendubbelspel

Finale: Leander Paes (India) en Radek Štěpánek (Tsjechië) wonnen van Alexander Peya (Oostenrijk) en Bruno Soares (Brazilië) met 6–1, 6–3
Vrouwendubbelspel

Finale: Andrea Hlaváčková (Tsjechië) en Lucie Hradecká (Tsjechië) wonnen van Ashleigh Barty (Australië) en Casey Dellacqua (Australië) met 64–7, 6–1, 6–4
Gemengd dubbelspel

Finale: Andrea Hlaváčková (Tsjechië) en Maks Mirni (Wit-Rusland) wonnen van Abigail Spears (VS) en Santiago González (Mexico) met 7–65, 6–3
Meisjes enkelspel

Finale: Ana Konjuh (Kroatië) won van Tornado Alicia Black (VS) met 3-6, 6-4, 7-66
Meisjes dubbelspel

Finale: Barbora Krejčíková (Tsjechië) en Kateřina Siniaková (Tsjechië) wonnen van Belinda Bencic (Zwitserland) en Sara Sorribes Tormo (Spanje) met 6-3, 6-4
Jongens enkelspel

Finale: Borna Ćorić (Kroatië) won van Thanasi Kokkinakis (Australië) met 3-6, 6-3, 6-1
Jongens dubbelspel

Finale: Kamil Majchrzak (Polen) en Martin Redlicki (VS) wonnen van Quentin Halys (Frankrijk) en Frederico Ferreira Silva (Portugal) met 6-3, 6-4
Rolstoelmannenenkelspel

Finale: Stéphane Houdet (Frankrijk) won van Shingo Kunieda (Japan) met 6–2, 6–4
Rolstoelmannendubbelspel

Finale: Michaël Jérémiasz (Frankrijk) en Maikel Scheffers (Nederland) wonnen van Gustavo Fernández (Argentinië) en Joachim Gérard (België) met 6-0 4-6 6-3
Rolstoelvrouwenenkelspel

Finale: Aniek van Koot (Nederland) won van Sabine Ellerbrock (Duitsland) met 3-6 6-2 7-6(3)
Rolstoelvrouwendubbelspel

Finale: Jiske Griffioen (Nederland) en Aniek van Koot (Nederland) wonnen van Sabine Ellerbrock (Duitsland) en Yui Kamiji (Japan) met 6-4, 6-3
Quad-enkelspel

Finale: Lucas Sithole (ZA) won van David Wagner (VS) met 3-6, 6-4, 6-4
Quad-dubbelspel

Finale: Nick Taylor (VS) en David Wagner (VS) wonnen van Andy Lapthorne (VK) en Lucas Sithole (ZA) met 6-0, 2-6, 6-3
1881 · 1882 · 1883 · 1884 · 1885 · 1886 · 1887 · 1888 · 1889 · 1890 · 1891 · 1892 · 1893 · 1894 · 1895 · 1896 · 1897 · 1898 · 1899 · 1900 · 1901 · 1902 · 1903 · 1904 · 1905 · 1906 · 1907 · 1908 · 1909 · 1910 · 1911 · 1912 · 1913 · 1914 · 1915 · 1916 · 1917 · 1918 · 1919 · 1920 · 1921 · 1922 · 1923 · 1924 · 1925 · 1926 · 1927 · 1928 · 1929 · 1930 · 1931 · 1932 · 1933 · 1934 · 1935 · 1936 · 1937 · 1938 · 1939 · 1940 · 1941 · 1942 · 1943 · 1944 · 1945 · 1946 · 1947 · 1948 · 1949 · 1950 · 1951 · 1952 · 1953 · 1954 · 1955 · 1956 · 1957 · 1958 · 1959 · 1960 · 1961 · 1962 · 1963 · 1964 · 1965 · 1966 · 1967
↓ open tijdperk ↓
1968 (m-v-md-vd-gd) ·
1969 (m-v-md-vd-gd) ·
1970 (m-v-md-vd-gd) ·
1971 (m-v-md-vd-gd) ·
1972 (m-v-md-vd-gd) ·
1973 (m-v-md-vd-gd) ·
1974 (m-v-md-vd-gd) ·
1975 (m-v-md-vd-gd) ·
1976 (m-v-md-vd-gd) ·
1977 (m-v-md-vd-gd) ·
1978 (m-v-md-vd-gd) ·
1979 (m-v-md-vd-gd) ·
1980 (m-v-md-vd-gd) ·
1981 (m-v-md-vd-gd) ·
1982 (m-v-md-vd-gd) ·
1983 (m-v-md-vd-gd) ·
1984 (m-v-md-vd-gd) ·
1985 (m-v-md-vd-gd) ·
1986 (m-v-md-vd-gd) ·
1987 (m-v-md-vd-gd) ·
1988 (m-v-md-vd-gd) ·
1989 (m-v-md-vd-gd) ·
1990 (m-v-md-vd-gd) ·
1991 (m-v-md-vd-gd) ·
1992 (m-v-md-vd-gd) ·
1993 (m-v-md-vd-gd) ·
1994 (m-v-md-vd-gd) ·
1995 (m-v-md-vd-gd) ·
1996 (m-v-md-vd-gd) ·
1997 (m-v-md-vd-gd) ·
1998 (m-v-md-vd-gd) ·
1999 (m-v-md-vd-gd) ·
2000 (m-v-md-vd-gd) ·
2001 (m-v-md-vd-gd) ·
2002 (m-v-md-vd-gd) ·
2003 (m-v-md-vd-gd) ·
2004 (m-v-md-vd-gd) ·
2005 (m-v-md-vd-gd) ·
2006 (m-v-md-vd-gd) ·
2007 (m-v-md-vd-gd) ·
2008 (m-v-md-vd-gd) ·
2009 (m-v-md-vd-gd) ·
2010 (m-v-md-vd-gd) ·
2011 (m-v-md-vd-gd) ·
2012 (m-v-md-vd-gd) ·
2013 (m-v-md-vd-gd) ·
2014 (m-v-md-vd-gd) ·
2015 (m-v-md-vd-gd) ·
2016 (m-v-md-vd-gd) ·
2017 (m-v-md-vd-gd) ·
2018 (m-v-md-vd-gd) ·
2019 (m-v-md-vd-gd) ·
2020 (m-v-md-vd) ·
2021 (m-v-md-vd-gd) ·
2022 (m-v-md-vd-gd) ·
2023 (m-v-md-vd-gd)  ·
2024 (m-v-md-vd-gd)
Lijst van US Openwinnaars